# Oleniokià
| Període                                              | Època    | Estatge     | Edat (Ma)       |
| ---------------------------------------------------- | -------- | ----------- | --------------- |
| Juràssic                                             | Inferior | Hettangià   | més recent      |
| Triàsic                                              | Superior | Retià       | ~ 208,5         |
| Triàsic                                              | Superior | Norià       | ~ 227           |
| Triàsic                                              | Superior | Carnià      | ~ 237           |
| Triàsic                                              | Mitjà    | Ladinià     | ~ 242           |
| Triàsic                                              | Mitjà    | Anisià      | 247,2           |
| Triàsic                                              | Inferior | Oleniokià   | 251,2           |
| Triàsic                                              | Inferior | Indià       | 251,902 ± 0,024 |
| Permià                                               | Lopingià | Changxingià | més antic       |
| Subdivisió del sistema Triàsic segons IUGS, el 2019. |          |             |                 |

L'Oleniokià és el segon estatge faunístic del Triàsic inferior. Comprèn el període entre fa 251,2 milions d'anys i fa 247,2 milions d'anys.
L'Oleniokià de vegades es divideix en subestatges de Smithià i Spathià. L'estatge Oleniokià segueix l'Indià i el segueix l'Anisià (Triàsic mitjà).
Durant aquest estatge hom va veure la deposició d'una gran part del Buntsandstein a Europa. L'Oleniokià és aproximadament contemporani amb l'escenari regional Yongningzhenian utilitzat a la Xina.
L'etapa oleniokiana va ser introduïda a la literatura científica pels estratígrafs russos el 1956. L'escenari porta el nom d'Olenëk a Sibèria. Abans que s'establís la subdivisió en Oleniokià i Indià, ambdues etapes van formar l'Estatge Scythià, que des de llavors ha desaparegut de l'escala temporal oficial.
La base de l'Oleniokià es troba en l'aparició més baixa dels ammonits Hedenstroemia o Meekoceras gracilitatis, i del conodont Neospathodus waageni. Es defineix llur finalització prop de les ocurrències més baixes dels gèneres Japonites, Paradanubites i Paracrochordiceras; i del conodont Chiosella timorensis. A desembre de 2020 encara no hi havia establert un GSSP (perfil de referència global per a la base).

## Vida
La vida encara s'estava recuperant de la severa extinció massiva del final del Permià. Durant l'Oleniokià, la flora va canviar de dominada pels licopodiòpsides (per exemple, Pleuromeia) a dominada per gimnospermes i pteridòfits. Aquests canvis de vegetació es deuen als canvis globals de temperatura i precipitació. Les coníferes (gimnospermes) van ser les plantes dominants durant la major part del Mesozoic. Entre els vertebrats terrestres, els arcosaures, un grup de rèptils diàpsids que inclouen cocodrils, pterosaures, dinosaures i, finalment, ocells, van evolucionar per primera vegada a partir d'ancestres arcosauriformes durant l'Oleniokià. Aquest grup inclou depredadors ferotges com Erythrosuchus.
Als oceans, els esculls microbians eren comuns durant el Triàsic primerenc, possiblement a causa de la manca de competència amb els metazous constructors d'esculls com a resultat de l'extinció. No obstant això, els esculls de metazous transitoris es van tornar a produir durant l'Oleniokià sempre que les condicions ambientals ho permetessin. Els ammonits i els conodonts es van diversificar, però tots dos van patir pèrdues durant l'extinció del límit Smithià-Spathià al final del subestatge Smithià.
Els peixos d'aletes radiades no es van veure afectats en gran part per l'esdeveniment d'extinció del Permià-Triàsic. Els celacants mostren la seva major diversitat post-devoniana durant el Triàsic primerenc. Molts gèneres de peixos mostren una distribució cosmopolita durant l'Indià i l'Oleniokià, com Australosomus, Birgeria, Parasemionotidae, Pteronisculus, Ptycholepidae, Saurichthys i Whiteia. Això està ben exemplificat en els conjunts datats de peixos de Griesbachian (Indià primerenc) de la Formació Wordie Creek (Groenlàndia oriental), els conjunts d'edat dieneriana (indià tardà) de la Formació Sakamena Mitjà (Madagascar), la Formació Candelaria (Nevada, Estats Units), la Formació Mikin (Himachal Pradesh, Índia) i la Formació Daye (Guizhou), Xina les col·leccions datades en l'Smithià de la Formació Vikinghøgda (Spitsbergen, Noruega), la Formació del Grup Thaynes (oest d'Estats Units), la Formació Helongshan (Anhui, Xina), i diversos estrats del Triàsic superior de la Formació Sulphur Mountains (oest del Canadà). Els peixos d'aletes radiades es van diversificar després de l'extinció massiva i van assolir el màxim de diversitat durant el Triàsic mitjà. Aquesta diversificació queda, però, enfosquida per un gran biaix tafonòmic (Buit Spatià-Bithynià, SBG [anglès]) durant l'Oleniokià tardà i el primerenc-mitjà Anisià. El primer gran neopterigi duròfag es coneix a partir de la SBG, cosa que suggereix un inici precoç de la revolució actinopterigiana del Triàsic.

### Fauna
- Primera aparició del sinàpsid Microgomphodon oligocynus en el registre fòssil.
- Última aparició del sinàpsid Scaloposaurus en el registre fòssil.